# Mark Vientos
Mark Anthony Vientos (Norwalk, Connecticut, 11 de diciembre de 1999), más conocido como Mark Vientos, es un jugador profesional estadounidense de ascendencia dominicana y nicaragüense de béisbol que se desempeña en la posición de tercera base en New York Mets, equipo de las Grandes Ligas de Béisbol (MLB).

## Carrera
En 2022, Vientos hizo su debut en la MLB con el equipo New York Mets, donde lleva jugando tres temporadas.